# Forêt domaniale d'Écault
La forêt d'Écault est un massif boisé du Pas-de-Calais.
Elle couvre plus de 700 hectares sur les territoires d'Écault (commune de Saint-Étienne-au-Mont) et de Condette, dont 315 hectares en zone domaniale gérés par l'ONF et le Ministère de l'Agriculture. Plus petite des quatre forêts domaniales du Boulonnais, elle est néanmoins très appréciée par les promeneurs et les touristes. 

## Localisation
La forêt d'Écault se situe entre les communes de Saint-Étienne-au-Mont et de Condette, au nord de la station d'Hardelot-Plage, dans le département du Pas-de-Calais, en région Hauts-de-France. Située au bord de la Manche, elle bénéficie d'influences climatiques océaniques.
Elle est accessible à plusieurs endroits : le principal accès est sur la route départementale D119 entre Écault et Condette, mais d'autres entrées se trouvent au nord sur le Chemin de la Warenne, et au sud, près du château d'Hardelot et du pré-catelan (au nord d'Hardelot).
Elle est dans le prolongement des dunes d'Écault, avec lesquelles elle forme le « site naturel d'Écault », ou « massif d'Écault ». Elle est également à proximité immédiate de la réserve naturelle régionale du marais de Condette et de la forêt d'Hardelot.

## Histoire
Pendant la seconde Guerre mondiale, de nombreux déportés juifs devaient acheminer des matériaux en vue de la construction de blockhaus sur la plage d'Écault. Actuellement, les vestiges de ce blockhaus sont toujours visibles. Un chemin de la forêt porte d'ailleurs le nom de « Chemin des Juifs ». Une stèle leur est dédiée dans la forêt, rappelant les nombreux morts que cela occasionna.

## Composition
La forêt d'Écault compte des essences variées (érables, chênes, bouleaux, pins, etc.).
Le sol est sableux, en raison de la proximité de la plage et des dunes d'Écault. Il en résulte une grande fragilité d'ensemble au piétinement.

## Attrait

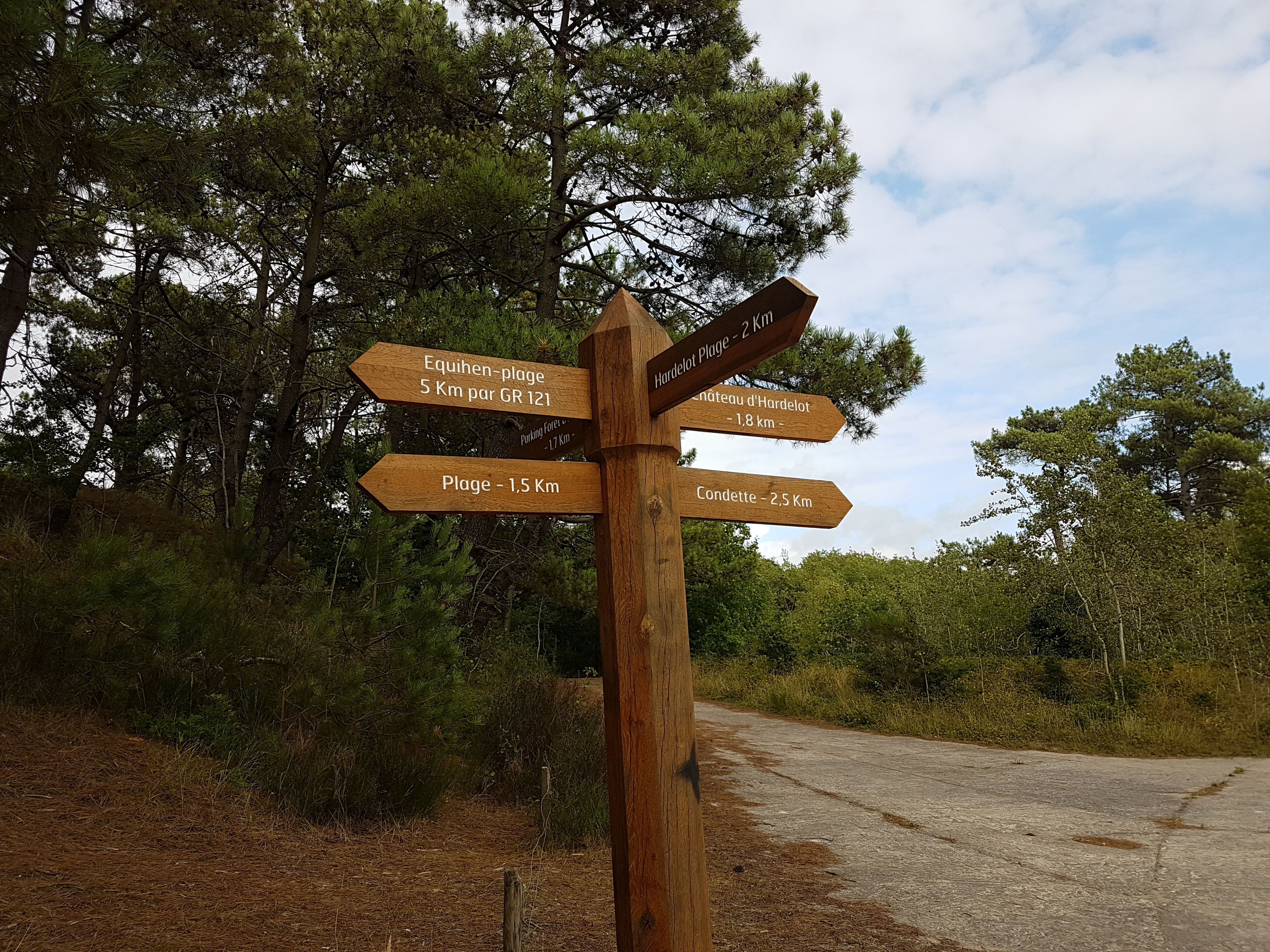
Panneau directionnel guidant les promeneurs vers les sites importants et les villages autour.

Ouverte au public, elle est très appréciée des promeneurs.
Les randonneurs, coureurs et cyclistes profitent des nombreux chemins balisés (plus d'une dizaine, dont certains se prolongent vers le village d'Écault, les dunes, la plage et le marais de Condette). Le sentier de grande randonnée GR121 traverse la forêt d'Écault.
La zone attire également grâce à ses paysages boisés, à proximité des dunes et de la Manche.
Elle est aussi beaucoup visitée par les établissements scolaires proches pour des « sorties découvertes ».

## Gestion
La forêt a été acquise par le Ministère de l'Agriculture en 1980. Elle est gérée et aménagée par l'office national des forêts (ONF) .
L'aménagement touristique est financé par le conseil départemental du Pas-de-Calais (jusqu'en 2004), la communauté d'agglomération du Boulonnais et l'ONF.